# Портер, Грегори
Грегори Портер (англ. Gregory Porter, род. 4 ноября 1971, Сакраменто (Калифорния), США) — американский джазовый певец, автор песен, актёр. Лауреат премии Грэмми за лучший джазовый вокальный альбом (2013, 2016).

## Биография

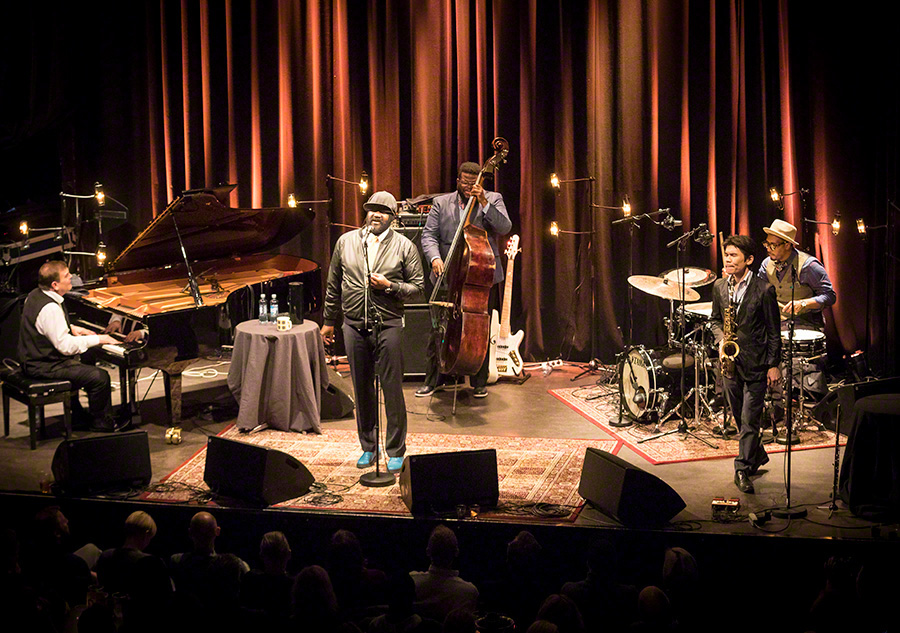
Портер во время концерта в Осло, Норвегия, 2016 год

Грегори Портер родился в калифорнийском Сакраменто, а вырос в Бейкерсфилде, где его мать была священником. У Портера семь братьев и сестёр. Его мать оказала большое влияние на его жизнь, поощряя его петь в церкви в раннем возрасте. Его отец по большей части отсутствовал в его жизни. Мать умерла от рака, когда Грегори был 21 год.
В 2004 году переехал в Бруклин вместе со своим братом Ллойдом, в чьём ресторане Bread-Stuy работал шеф-поваром и выступал. Также Портер пел на других площадках по соседству, включая Sista’s Place и Solomon’s Porter. Затем стал еженедельно выступать в гарлемском клубе St. Nick’s Pub, где постепенно сформировалась его гастрольная группа.
Первые два студийных альбома Water (2010) and Be Good (2012) Грегори Портер записал на лейбле Motéma, а 17 мая 2013 года подписал контракт с Blue Note Records, где 2 сентября того же года выпустил свой третий альбом — Liquid Spirit, который принёс Портеру первую победу на Грэмми и имел редкий для джазовой музыки коммерческий успех. Liquid Spirit вошёл в топ-10 чарта альбомов Великобритании, получив золотой сертификат от BPI после продажи более 100 000 экземпляров альбома.
Четвёртый альбом Портера Take Me to the Alley вышел 6 мая 2016 года. Он принёс певцу вторую премию Грэмми за лучший джазовый вокальный альбом.
28 августа 2020 года Портер выпустил альбом All Rise.

## Личная жизнь
Вместе с женой Викторией и сыном Дэмианом живёт в Бейкерсфилде. Состоит в Церкви Бога во Христе.
На публике Портер всегда появляется в головном уборе, похожем на шляпу охотника за оленями и дополненном тканью, которая закрывает его уши и подбородок. В интервью 2012 года порталу Jazzweekly.com Портер пояснил, что перенёс несколько операций на коже, чем и был обусловлен его внешний вид, а в дальнейшем его стали узнавать по головному убору, и Грегори продолжил его носить.

## Дискография
Студийные альбомы
- Water (2010)
- Be Good (2012)
- Liquid Spirit (2013)
- Take Me to the Alley (2016)
- Nat King Cole & Me (2017)
- All Rise (2020)
- Christmas Wish (2023)

Концертные альбомы
- Live in Berlin (2016)
- One Night Only: Live at the Royal Albert Hall (2018)

Сборники
- Issues of Life: Features and Remixes (2014)

## Награды и номинации

### Грэмми
| Год  | Категория                                          | Номинация            | Итог      | Ссылка |
| ---- | -------------------------------------------------- | -------------------- | --------- | ------ |
| 2010 | Лучший джазовый вокальный альбом                   | Water                | Номинация | [ 3 ]  |
| 2012 | Лучшее традиционное исполнение в стиле ритм-н-блюз | «Real Good Hands»    | Номинация | [ 3 ]  |
| 2013 | Лучшее традиционное исполнение в стиле ритм-н-блюз | «Hey Laura»          | Номинация | [ 3 ]  |
| 2013 | Лучший джазовый вокальный альбом                   | Liquid Spirit        | Победа    | [ 3 ]  |
| 2016 | Лучший джазовый вокальный альбом                   | Take Me to the Alley | Победа    | [ 3 ]  |
| 2018 | Лучший традиционный вокальный поп-альбом           | Nat King Cole and Me | Номинация | [ 3 ]  |
| 2021 | Лучший альбом в стиле ритм-н-блюз                  | All Rise             | Номинация | [ 3 ]  |